# دانشکده علوم پزشکی تربت جام
دانشکده علوم پزشکی تربت جام دانشکده‌ای زیر نظر وزارت بهداشت، درمان و آموزش پزشکی واقع در شهر تربت جام در استان خراسان رضوی می‌باشد. این دانشکده در پی ارتقا دانشکده پرستاری تربت جام در سال ۱۳۹۲ تأسیس شد و مسئول ارائه خدمات بهداشتی درمانی به جمعیتی بیش از ۳۰۰ هزار نفر در شهرستان‌های تربت جام و صالح‌آباد در شرق استان خراسان رضوی است. این دانشکده در اجرای پروژه‌های عمرانی حوزه بهداشت و درمان رتبه ششم کشوری را دارد.

## تاریخچه
دانشکده پرستاری تربت جام در سال ۱۳۹۰ تحت نظر دانشگاه علوم پزشکی مشهد شروع به کار نمود. در سال ۱۳۹۴ شورای گسترش وزارت بهداشت درمان و آموزش پزشکی موافقت خود را با تأسیس دانشکده علوم پزشکی و خدمات بهداشتی درمانی تربت جام اعلام کرد.

## رشته‌ها
- مامایی
- پرستاری
- مهندسی بهداشت محیط
- بهداشت عمومی
- فوریت‌های پزشکی
- اتاق عمل
- علوم آزمایشگاهی
- بهداشت مدارس[۱۰]

## بیمارستان‌ها
- بیمارستان سجادیه
- بیمارستان مهر مادر
- بیمارستان صالح‌آباد[۱۱][۱۲]